# Арборг (Манитоба)
Арборг (енгл. Arborg) је малена варош у јужном делу канадске провинције Манитоба, у оквиру статистичке регије Интерлејк. Варош се налази на око 103 км северно од административног центра провинције града Винипега.
Насеље је основано на подручју у које се крајем 19. века доселила највећа усељеничка групација са Исланда, а након 1908. ту су доспели и први пољски те украјински имигранти. Све до 1910. село је било познато као Ардал, када је добило садашње име.
Према резлтатима са пописа становништва из 2011. у варошици су живела 1.152 становника у 492 домаћинства, што је за 12,8% више у односу на 1.021 житеља колико је регистровано приликом пописа 2006. године.
Јужно од вароши је 2008. отворен тематски етно-парк посвећен прошлости ове варошице и њене околине.
Знаменитост насеља је највећи камен за керлинг висок 2,1 м и широк 4,2 метра, а изграђен је од челика, фибергласа и силикона.

## Становништво
| 2011. | 2016. |
| ----- | ----- |
| 1.152 | 1.252 |